# クロード・ルドゥ
クロード・ルドゥ（Claude Ledoux、1960年2月23日 - ）は、ベルギー生まれの作曲家。
「音楽の国境を越える」という理念を探求し、音楽を通して、断片化された世界を反映することを試みている。
その結果として作品には、現代的な響きと、ポピュラー音楽、非西洋音楽の表現と技術の相互作用が見られる特徴がある。
最近の作品では、人類が持っている要素の中で最も官能的な側面と精神を繋ぐ、地理的・歴史的な出会いによって感情が生まれる場としての「文化的なポロシティ」への興味を示している。
ポロシティとは本来は、物質が空間を含む量を表す尺度のこと。気体と液体が混ざり合う気液二相流においては流路中の場所ごとに異なった値を取り、時間とともにゆらぐことから、二者の間で影響し合い変化していくことのたとえ。

## 生い立ち
科学と芸術に魅了され、17歳の時に美術学校で絵画とグラフィック・アートを学び始めるとともに、リエージュ王立音楽院で音楽を学ぶ。そこでジャン・ルイ・ロベール、フィリップ・ブースマン、フレデリック・ジェフスキー、アンリ・プッスールと出会い、音楽の道へ進むことを決意した。
CRFMWスタジオ（現在のプッスール・センター）では電子音楽の研究も行い、講習会でトリスタン・ミュライユと出会う。
その後、海外に教育を求め、とりわけハンガリー（ベラ・バルトーク・セミナー）とイタリア（ボルツァーノ、ヴェネツィア）でジェルジ・リゲティの講習会に参加、パリには数年間居を構えIRCAMの講習会に参加した。同時にパリ第1大学においてヤニス・クセナキスにも作曲を学ぶ。

## 受賞
作曲家として、リール、パリ、ローザンヌを含む数々のコンクールにおいて受賞。2003年には、当時の活動に対してニューヨークのチビテッラ・ラニエリ財団より音楽賞を受賞している。
彼の作品はブリュッセル（Ars Musica）、リエージュ（Royal Philharmonic of Liege）、パリ（Radio-France, Présences, L’Itinéraire, Intercontemporain...）、ストラスブール（Musica）、ベルリン（WDR, Philharmonie）、トルコ（Ankara Radio Symphony orchestra）ウクライナ、ロシア、近年ではスロベニアのリュブリャナ（ISCMのオープニングコンサート2015において、 Slovenian Radio Orchestra）などヨーロッパの多数の都市、また北アメリカ（コロラド交響楽団、モントリオール交響楽団）、アジア（ベトナム、日本）でも演奏されている。
最近では、Ensemble Nouvelles（ベルギー：1998ー2000)のコンポーザー・イン・レジデンスに就任、更にCastello of Umbria （イタリア：2003）、Brussels Bozar（2008ー2009）、札幌コンサートホールKitara（日本：2009）に招かれている。2012年にはベルギー現代音楽フェスティバルArs Musicaのディレクターも務める。

## 東洋音楽の研究
アジア音楽のサウンドへの情熱により、音楽の伝統的技術を学び研究に着手するために東洋諸国を旅している。
1992年に初めて、インドを経由してヒマラヤ山脈中腹の地域やラージャスターン州の砂漠の伝統的な音楽を学んだ。1996年、ベトナム、カンボジア、インドネシアの音楽の研究のため、SPES財団より助成金を受ける。
その後、2004年から現在まで、本人にとって最も重要なことの一つであるとして日本を何度も旅行し、日本の伝統的な音楽の慣習や楽器についての知識を深めていった。
更に近年では中国においても研究を行っている

## 活動
2009年、クロード・ルドゥはエリザベート王妃国際音楽コンクールのセミファイナルのために課題曲を作曲した。
2012年にベルギー現代音楽フェスティバルArs Musicaのディレクターを務めた際には、その企画の中で、アルメニアの伝統的な音楽を基にクラリネットとオーケストラのための"Ayl"を作曲。
その後この数年間は、二胡とオーケストラのための"Crossing Edges"、上海シンフォニエッタによって演奏された"Echoes of Crossing Edges"、アンサンブル室町（東京）の委嘱で"Eurydice effacée"など、東洋の様相を伴った作品を多数書いている。
2016年、エリザベート王妃国際音楽コンクールピアノ部門ファイナルの課題曲、中国の書物「荘子」に基づくピアノ協奏曲"A Butterfly's Dream"を作曲した。
2016年は器楽作品の作曲に加えて、著名な尺八奏者、黒田鈴尊のための尺八協奏曲を含む新しいオーケストラ作品、日本ベルギー友好150周年記念のために日本で初演される声楽作品を作曲するとともに、彼は今も旅を続けている。
リエージュ大学において音楽学と情報伝達学の修士を取得している。
ラップトップとアコースティック楽器を融合させた新しいアンサンブル、LAPSの芸術監督であり、創立者。
今日では、作曲活動を行うだけでなく、音楽ジャーナリストとして作曲、アナリーゼ、現代音楽に関する多数の記事を書いている。
フランスのパリ国立高等音楽・舞踊学校（CNSMDP）のアナリーゼ科教授、ベルギーのモンス音楽院作曲科教授。
更にこれらの分野においてサンパウロとカンピーナスの大学（ブラジル：2008ー2009）、上海音楽院（中国：2014ー2015）でも教鞭を執った。
2006年よりベルギー王立学術団体（The Royal Academies for Science and the Arts of Belgium）のメンバー。

## 代表的作品

### オーケストラ作品
- S(hakuh)achi Ko(nzert) for shakuhachi and orchestra - 2016
- A Butterfly's Dream for piano and orchestra - 2016
- Machine mécanique (D'Orient désorienté) for percussion and string orchestra - 2016
- Crossing Edges for erhu（二胡）and orchestra - 2014
- Spazio dei Sospiri - 2011
- Les Levants de Tiwanaku - 2009
- De mémoire et d'oubli - 2005
- Adagio for strings - 2005
- Frissons d'Ailes for violin and orchestra - 2004
- Le Cercle de Rangda for piano and orchestra - 1999
- Trois visages de femmes for large orchestra - 1992
- Musique concertante pour l'embarquement de Cythère triple concerto for clarinet, euphonium, piano and orchestra - 1986
- Évanescence for large orchestra - 1985
- Dicté par... N°1c  orchestration of Henri Pousseur's String Quartet Dicté par... n°1a

### 室内アンサンブル作品
- Regards Déposés (I. Empreintes glissées / II. Espaces enlacés) for 6 instruments - 2018
- LAPS Upgrade for amplified instruments and three laptops - 2015
- LAPS Init & PLS Ap Download for amplified instruments and three laptops - 2015
- A terra Sem Mal / La Terre sans Mal for amplified ensemble and electronics - 2011
- Sanaalijal for flute/Alto flute and ensemble - 2006
- Bell(e)...s for piano and ensemble - 2004
- Punch for 13 musicians - 2002
- Chat experiment for 7 musicians and live electronics - 1998
- Torrent for cello and ensemble - 1995
- Étude aux Levants de Tiahuanaco for 7 musicians - 1992
- Liaisons pour Synonymes for saxophone and 9 musicians - 1986
- Liaisons for oboe/English horn and 9 musicians - 1985

### 室内楽作品
- Erotique-Lancinante  for fl, cl, vln, cello and piano - 2018
- A Walnut for Emi for piano and laptop - 2018
- Heavy Funk for four hands piano - 2011
- Suoni delicati - Harp septet - 2010
- Mensagem Ao Mar for piano trio - 2009
- V... for violin and piano, compulsory work for the Queen Elisabeth International Contest - Violin- 2009
- Las lágrimas de un ángel - Third String Quartet　弦楽四重奏　第三番 - 2007-08
- Canto a due for clarinet and cello - 2007
- Quintette avec piano ピアノ五重奏- 2005
- Play Time - Second String Quartet  弦楽四重奏　第二番 - 2004
- Kyoko's Dance for violin (or soprano saxophone) and piano - 2002
- Bribes for soprano, alto flute, cello, piano - 2000
- Les Ruptures d'Icare L -  First String Quartet　弦楽四重奏　第一番  - 1993
- Miroirs de la transparence for violin, trombone and piano - 1993
- Un ciel fait d'herbes II for clarinet, violin, cello and piano - 1990
- Et le reve s'en fut... for clarinet, violin, percussion and piano - 1982

### 器楽作品（ライヴ・エレクトロニクスを伴う作品を含む）
- Quatre Balades sentimentales (Feelings/ Frémissements doux/Saveurs de Ciel/You, little Japanese woman) for piano solo - 2016-9
- Empreintes voilées, Dépliées - piano solo 2019
- Japanese e-mails (for Sachiko Nomura, for Dai Fujikura, for Toshio Hosokawa, ...) piano solo cycle - work in progress) - 2015 / ...
- Dance with Rihanna (and Ligeti behind the door) for piano solo - 2012
- Album to the Youth - piano pieces for young pianist - 2012
- Zap's INIT for electric guitar - 2008
- Vertical Study for piano - 2007
- O Loli's dream for 5 strings viola - 2006
- Courbes d'etoiles I-V for piano - 1996-2004
- Shinjuku's blues for piano and live electronics - 2003
- Dolphin tribute (to Eric Dolphy) for bass clarinet (Bb) and live electronics - 2002
- L'aimer for violin - 1995
- Le Songe trouble de l'orchidee for cello - 1994
- First book of 12 Studies for cello - 1993
- Les Ephemerides ininterrompues for piano - 1984

### 声楽作品
- Trois Itinérances for soprano, alto saxophone and piano - 2016
- Eurydice Effacée for Japanese instruments, baroque instruments and tenor - 2014
- Notizen-Fragment I & II for voice and organ - 2013
- Passio secundum Lucam for mixed choir, organ and electronics - 2007
- Cri de blog for 5 singers and positive organ ad libitum - 2007
- Un ciel fait d'herbes I  for alto (or contralto), clarinet and piano - 1990
- Ricciolina, Chamber opera (libretto by Patrick Baton) - 1985